# Henry Clay
Henry Clay (Hanover County (Virginia), 12 april 1777 - Washington D.C., 29 juni 1852) was een Amerikaans politicus. Clay was invloedrijk in de periode waarin de slavernijkwestie de VS dreigde uiteen te rukken. Hij was lid van de Senaat en het Huis van Afgevaardigden en vijfmaal kandidaat voor het presidentschap. Zijn retorisch talent is befaamd en hij zou de bijnaam The Great Compromiser krijgen voor zijn talent om compromissen te sluiten over de vraagstukken van zijn tijd.

## Vroege leven
Henry Clay werd in 1777 geboren in Hanover County in Virginia als de zevende van negen kinderen van de dominee John Clay en Elizabeth Hudson Clay, ten tijde van de Amerikaanse Onafhankelijkheidsoorlog. Op zijn derde zag hij hoe Engelse troepen zijn ouderlijke huis plunderden. In 1781 kwam zijn vader te overlijden en tien jaar later verhuisde de familie, zonder Henry, naar Kentucky. In Virginia kwam Clay dan in 1792 in het kantoor van de bekende advocaat George Wythe te werken en vijf jaar later werd hij zelf aangesteld als advocaat.
Korte tijd later ging Clay zelf ook naar Kentucky waar hij praktiserend advocaat werd en faam verwierf. In 1799 trouwde Henry met Lucretia Hart, de dochter van een bekend pioniersgezin en dit huwelijk maakte Clay een grondbezitter van betekenis. De Clay's bewoonden Ashland, een landgoed nabij Lexington.

## Politieke carrière
In 1803 ging Clay zich actief bezighouden met de politiek. Hij werd gekozen in de volksvertegenwoordiging van de staat Kentucky waar hij een aanhanger was van de Jeffersonians, de stroming van de Democratische-Republikeinen van Thomas Jefferson. In 1806 was hij korte tijd betrokken bij de verdediging van de voor moord aangeklaagde Aaron Burr maar al snel daarna werd hij benoemd tot senator in Washington.
Na een korte tijd in de Senaat, nadien in het Huis en vervolgens weer in de Senaat, werd Clay in 1810 wederom gekozen in het Huis van Afgevaardigden als vertegenwoordiger van Kentucky. In 1814 was hij betrokken bij de onderhandelingen over de Vrede van Gent aan het einde van de Oorlog van 1812.

### Voorzitterschap van het Huis
Na terugkomst in de VS nam Clay wederom plaats in het Huis van Afgevaardigden waar hij tot Speaker, voorzitter, werd gekozen, een positie die hij voor de oorlog van 1812 ook al had bekleed. Met een korte onderbreking tussen 1821 en 1823 was hij voorzitter van het Huis tot en met 1825. Zijn invloed was aanzienlijk en hij bevorderde de onafhankelijkheidsstrijd van de Spaanse koloniën in Latijns-Amerika.
Nationaal werd hij vooral bekend om de mede door hem uitgewerkte Missouri Compromise (1820). Slavernij was een heet hangijzer en de balans in de Senaat tussen slavenstaten en vrije staten was een van de factoren die weerhielden dat het land uiteen werd gescheurd. De maatregelen van de Missouri Compromise herstelden tijdelijk de balans in de Senaat en regelden enkele knelpunten wat betreft de beperking van de uitbreiding van de slavernij naar de nieuw verworven gebieden in het westen. Dit compromis hield in dat Missouri werd toegelaten tot de Unie als slavenstaat en Maine afgesplitst werd van Massachusetts en zo als vrije staat werd toegelaten. Clay zelf was voorstander van stapsgewijze afschaffing van slavernij. In 1824 deed Clay zijn eerste poging om tot president te worden verkozen.

### Minister onder Adams
De uitslag van de presidentsverkiezingen van 1824 werd een tijd lang betwist in het Huis van Afgevaardigden nadat geen van de kandidaten een meerderheid in het College van Kiesmannen had behaald. Clay had zelf geen kans te winnen en om Andrew Jackson van het presidentschap te weerhouden gaf hij zijn steun uiteindelijk aan John Quincy Adams waardoor deze president van de VS werd. Van 1825 tot 1829 was hij vervolgens onder Adams Secretary of State, minister van Buitenlandse Zaken.
Na een benoeming tot het Hooggerechtshof te hebben afgewezen, keerde hij na zijn ministerschap in 1829 terug naar Kentucky om zijn beroep van advocaat weer op te pakken.

### Senaat

Senator Henry Clay houdt een toespraak terwijl Daniel Webster en John C. Calhoun toehoren (1850)

In 1831 werd Clay weer gekozen, ditmaal in de Senaat waar hij tot 1842 zou blijven en opnieuw van 1849 tot vlak voor zijn dood. Ook was hij in 1832 en 1844 wederom tevergeefs presidentskandidaat. Clay koesterde lange tijd de droom om president te worden en vooral zijn verlies in 1844 kwam voor hem hard aan.
In de Senaat verkreeg Clay faam als orator en samen met Daniel Webster en John C. Calhoun vormde hij een trio van befaamde sprekers van zijn tijd. Zijn laatste grote wapenfeit was het Compromis van 1850. Dit was wederom een compromis tussen voor- en tegenstanders van de slavernij en Clay was belangrijk bij de opstelling en aanvaarding ervan. Enkele maatregelen van de Compromise of 1850 waren het toelaten van Californië als vrije staat en het openlaten van de slavenkwestie in de nieuwe territoria in het westen aan de bevolking aldaar via stemmingen. Ook werd de slavenhandel verboden in het District of Columbia en werd de Fugitive Slave Act aangenomen.
In 1852 overleed Clay in Washington D.C. op 75-jarige leeftijd. Hij wordt algemeen beschouwd als een van de belangrijkste politici in de VS van zijn tijd en diverse plaatsen zijn naar hem vernoemd. Hij werd begraven op de begraafplaats van Lexington in Kentucky.